# Cayaponia granatensis
Cayaponia granatensis là một loài thực vật có hoa trong họ Cucurbitaceae. Loài này được Cogn. mô tả khoa học đầu tiên năm 1881.